# Höhere Technische Bundeslehr- und Versuchsanstalt St. Pölten
Die Höhere Technische Bundeslehr- und Versuchsanstalt St. Pölten (abgekürzt HTBLuVA St. Pölten, oft auch nur HTL St. Pölten) im niederösterreichischen St. Pölten ist mit 1.700 Schülern eine der größten Höheren Technischen Lehranstalten Österreichs. Neben fünf höheren Abteilungen werden drei Fachschulen und zwei Abendschulen angeboten.
Die 1946 gegründete Schule war an diversen Standorten im St. Pöltner Stadtgebiet untergebracht, bevor sie 1974 an den jetzigen Standort an der Kreuzung zwischen Waldstraße und Schießstattring übersiedelte, in den Jahren 1992 bis 2015 bestand zudem eine Expositur in der Linzerstraße. Eine Erweiterung der Schule war seit 2007 in Planung, wurde 2011 begonnen und 2015 abgeschlossen und seitdem haben die HAK und die HTL denselben Eingang und untereinander einen Verbindungstrakt.

## Geschichte
An der Stelle des heutigen Bundesschulzentrums St. Pölten mit HTL und HAK stand die 1945 zerstörte Militärunterrealschule St. Pölten. Das auch Schulkaserne genannte Gebäude wurde 1856 erbaut, der bekannteste Schüler war wohl Rainer Maria Rilke. Im Zweiten Weltkrieg wurde das Gebäude möglicherweise als Kadettenschule genutzt, zum Schutz der Schulangehörigen wurde in dem hinter dem Gebäude liegenden Eisberg ein Luftschutzkeller gegraben, der noch heute vorhanden ist.

### Gründungszeit: 1946 bis 1959

Im Laufe der Zeit von der HTL St. Pölten genutzte Standorte

Kurz nach dem Zweiten Weltkrieg benötigten die zahlreichen Industriebetriebe in und um die Stadt eine technische Bildungseinrichtung, diese wurde im Herbst 1946 als Staatsgewerbeschule St. Pölten gegründet. Die Stadt St. Pölten unterstützte die Schule damals nicht nur mit Einrichtung, sie mietete auch die ersten Räumlichkeiten der Schule in einem ausgedienten Nebengebäude der Glanzstoff-Fabrik an. Im ersten Jahrgang wurden 72 Schüler von acht Lehrern unterrichtet, je eine Klasse im maschinenbaulichen und elektrotechnischen Zweig. Um den weiter entfernt wohnenden Schülern einen Besuch zu ermöglichen, wurde 1948 in der Josefstraße ein Internat eröffnet. In diesem Jahr besuchten 145 Schüler in sieben Klassen die beiden Abteilungen, davon wohnten 44 im Internat. 1951 traten die ersten 47 Schüler zur Matura an, insgesamt besuchten 181 die Bildungsanstalt.
Durch die steigenden Schülerzahlen kam es zu immer größeren Platzproblemen. Bereits in den frühen 1950er-Jahren begann man mit einzelnen Klassen in eine Baracke bei der Daniel-Gran-Volksschule auszuweichen, 1956 war bereits der Theorieunterricht von 14 der 16 Klassen in den zusätzlich in der Volksschule gemieteten Räumlichkeiten untergebracht. Die Direktion übersiedelte ebenfalls in die Volksschule, die restlichen zwei Klassen und die gesamten Werkstätten befanden sich in der Glanzstoff-Fabrik.

### Übergangszeit in der Linzerstraße: 1959 bis 1974
Da keine Mittel für einen Neubau der Schule vorhanden waren, bemühten sich die Verantwortlichen ein geeignetes Objekt zu finden. Der ehemalige Sitz des Stadtmuseums in der Linzerstraße wurde in der Besatzungszeit als Kommandatursgebäude der Roten Armee verwendet, seit 1955 stand er leer. Die Stadt St. Pölten renovierte das Haus und übergab es 1959 an das Bundesministerium für Unterricht. Dabei war es Voraussetzung, es für die inzwischen Bundesgewerbeschule St. Pölten genannte Einrichtung zu nutzen. Im Herbst des Jahres fand der Theorieunterricht, bis auf zwei im Internat untergebrachte Klassen, in dem neuen Gebäude statt. Der Werkstättenunterricht verblieb jedoch in der Glanzstoff-Fabrik, die Werkstätten wurden 1960 um eine Gießerei, eine Schmiede und eine Schweißerei erweitert.
1966 wurde der Mietvertrag von der Glanzstoff-Fabrik gekündigt; um den Schulbetrieb weiterführen zu können, musste schneller Ersatz gefunden werden. Dieser fand sich im vorgezogenen Bau der zweiten Turnhalle der Dr. Theodor Körner Hauptschule, die sich vor dem Bau des Landhausviertels in der Rennbahnstraße befand. Sie wurde für die Werkstättenaufgaben adaptiert, daneben wurde ein Pavillon für sechs Klassen errichtet. Zusätzlich wurde 1968 ein ehemaliges Hotel in der Kremsergasse – das Böckhaus – angemietet und für den Werkstättenbetrieb umgebaut, es fanden vor allem leichte Werkstätten und Laboratorien ihren Platz. Im selben Jahr wurde das Kolpinghaus in der Dr. Karl Renner-Promenade eröffnet. Trotzdem war die Lösung des Platzproblemes nur von kurzer Dauer, bereits 1971 wurde die Bombenruine der seit 1963 von der Bundeshandelsschule St. Pölten genutzten Schillerschule, am Platz des heutigen Hotel Metropol, von der HTL für den Theorieunterricht weiter adaptiert. 1972 war der Unterricht auf zwölf Standorte verteilt, neben den erwähnten wurden Stunden im Gymnasium Josefstraße gehalten, in der Jahnturnhalle, dem städtischen Hallenbad und dem Stadion an der heutigen Stelle des Landhausviertels wurde der Turnunterricht abgehalten. Zudem befanden sich in den Kolpingheimen Rennerpromenade, Heitzlergasse und Josefstraße Lehrsäle.

### Neubau in der Waldstraße: ab 1974
Die immer weiter steigenden Schülerzahlen und der über weite Teile des Stadtgebietes verteilte Unterricht machte einen Neubau immer wichtiger. Nach langen Bemühungen gelang es 1963 einen Architektenbewerb auszurufen, im Jänner 1964 entschied sich die Jury für den Plan des St. Pöltner Architekten Reinhard Pfoser. Der Bau an der heutigen Stelle begann jedoch erst im Oktober 1969. Das Bundesschulzentrum St. Pölten sollte nicht nur die Höhere technische Bundeslehranstalt St. Pölten, sondern auch die inzwischen gegründete Bundes-Handelsakademie St. Pölten beherbergen. Das Gebäude der BHAK wurde 1973 fertiggestellt, die Theorietrakte der HTBL konnten 1974 ihrer Bestimmung übergeben werden. Im Sommer 1978 wurden auch die Werkstätten und der Turntrakt fertiggestellt, mit Ausnahme des Kolpinghauses in der Rennerpromenade wurden alle Gebäude geräumt. Der bisherige Hauptstandort in der Linzerstraße wurde von der Höheren Lehranstalt für wirtschaftliche Berufe weitergenutzt, die Liegenschaften bei der Körnerschule wurden selbiger übergeben und der ursprünglich geplanten Verwendung als Turnsaal zugeführt.
Von 1976 bis 1978 betrieb die HTL St. Pölten in Hollabrunn eine Expositur. Diese war jedoch von Anfang an nur als Provisorium bis zur Eröffnung der HTL Hollabrunn geplant, mit dieser wurden die Klassen an die neue Schule übergeben.
Das neue Gebäude wurde trotz des größeren Platzangebotes bald wieder zu klein, 1976 besuchten erstmals über 1500 Schüler die HTL. Vorerst wurden Räume für den theoretischen Unterricht im Internat Hermannshöhe angemietet. Ab 1983 stand das ehemalige Schulgebäude in der Linzerstraße wieder leer, nach umfangreichen Adaptierungen übersiedelte 1992 die Abteilung EDV und Organisation in das Gebäude. Auch diese Maßnahme löste das Platzproblem nur kurzfristig, 1997 mussten einige Klassen in Kellerräumen unterrichtet werden. Eine in den frühen 1990ern geplante Aufstockung konnte aus statischen Gründen nicht durchgeführt werden.
Nach einer parlamentarischen Anfrage vom September 2005 gab das Bundesministerium für Bildung, Wissenschaft und Kultur Ausbaupläne für die Schule bekannt. Neben der Erweiterung am momentanen Standort stand als weitere Möglichkeit die Verlegung der HAK in einen Neubau und Übernahme der Räumlichkeiten durch die HTL zur Debatte.
Die Bundesimmobiliengesellschaft schrieb 2007 einen Architektenwettbewerb aus, Ziel war die Erweiterung und Funktionssanierung von HTL und HAK am gemeinsamen Standort. Als Sieger der Ausschreibung ging das Projekt von Markus Bösch hervor. Für den von 2011 bis 2016 durchgeführten Ausbau wurde rund 62 Millionen Euro investiert. Mit Schuljahresende 2011 wurde mit dem Bau des neuen Gebäudeteils begonnen, welcher mit Schulanfang 2013 bezogen und im September 2015 fertiggestellt wurde.
Der gesamte Gebäudekomplex wurde an die aktuellen Brandschutzstandards angepasst. Zuletzt wurden auch die älteren Teile des Gebäudekomplexes renoviert.

## Ausbildungsangebot

Entwicklung der Schülerzahlen

An der HTL St. Pölten bestehen verschiedene Bildungsmöglichkeiten. Neben den Klassen der Höheren Technische Lehranstalt in fünf Abteilungen und elf Ausbildungsschwerpunkten bestehen drei Fachschullehrgänge. Hinzu kommen zwei als Abendschule geführte HTL-Lehrgänge für Berufstätige und eine Maschinenbau-Versuchsanstalt.
Die Klassen von Maschineningenieurwesen und Elektrotechnik waren 1946 die ersten eröffneten Abteilungen. Damals begann je Abteilung und Jahrgang eine gemeinsame Ausbildung, nach zwei Jahren wurden die Schüler anhand ihrer Noten in eine höhere Klasse oder Fachschulklasse versetzt. Die Fachschule dauerte insgesamt drei Jahre, die höhere Ausbildung fünf Jahre.

### Höhere Abteilungen
Die höheren Abteilungen bieten fünfjährige Ausbildungen an, die in die Kategorie der Berufsbildenden höheren Schulen fällt. Ein Besuch ist frühestens nach absolviertem 8. Schuljahr möglich, in der Regel werden sie von 14- bis 19-Jährigen besucht. Die Absolventen dieses Schultyps erhalten die Matura, haben ein zweimonatiges verpflichtendes Praktikum in den unterrichtsfreien Zeiten absolviert und verfügen über die Lehrabschlussprüfung in unterschiedlichen Gewerben. Mit Ausnahme der Abteilung EDV, die mit der Berufsbezeichnung Industriekaufmann abschließt, kann nach einem Jahr Praxis die entsprechende Meisterprüfung abgelegt werden, nach drei Jahren Berufspraxis kann die Standesbezeichnung Ingenieur beantragt werden.
An der HTL St. Pölten bieten fünf Abteilungen berufsbildende Ausbildungen an. Im Hauptkomplex sind die Abteilungen Elektronik und Technische Informatik, Elektrotechnik, Informatik, Maschineningenieurwesen und Wirtschaftsingenieurwesen untergebracht. Etwa drei Viertel der Schüler befinden sich in den höheren Abteilungen in Ausbildung.

### Fachschulen
Die Fachschulen sind vierjährige Ausbildungen aus der Kategorie der Berufsbildenden mittleren Schulen. Auch der Besuch der Fachschulen ist frühestens nach absolviertem 8. Schuljahr möglich, in der Regel werden sie von 14- bis 18-Jährigen besucht. Dieser Schultyp schließt mit einer Abschlussprüfung mit integrierter Gesellenprüfung ab, im Laufe der Ausbildung haben die Absolventen eine einmonatige Praxis in den unterrichtsfreien Zeiten absolviert. Sie können nach einem Jahr Praxis einen Meisterkurs besuchen.
An der HTBLuVA St. Pölten werden Fachschulen für Elektronik, Elektrotechnik und Fertigungstechnik angeboten, etwa 15 Prozent der Schüler besuchen die Fachschule.

### Abendschulen / Kolleg
Die Ausbildung an der Abendschule, teilweise auch als Kolleg aufgeführt, entspricht der an den höheren Abteilungen. Sie dauert allerdings nur vier Jahre und ist vor allem für Berufstätige vorgesehen, die Schüler müssen ein zweimonatiges verpflichtendes Praktikum in den unterrichtsfreien Zeiten absolvieren. Abendschulen werden in den Abteilungen Maschineningenieurwesen und Elektrotechnik angeboten und werden von etwa zehn Prozent der Schüler besucht.

## Abteilungen
Die Schule gliedert sich organisatorisch in fünf Abteilungen, die jeweils die höheren Klassen sowie, wenn vorhanden, die Abendschule und die Fachschule der Fachrichtung betreuen. Geleitet werden sie von Abteilungsvorständen, die dem Schulleiter unterstehen.

Elektronik und Technische Informatik

### Elektronik und Technische Informatik
Die Abteilung Elektronik und Technische Informatik bietet in den höheren Abteilungen die Ausbildungsschwerpunkte Telekommunikationstechnik und Technische Informatik sowie die Fachschule für Elektronik und Technische Informatik. Abteilungsvorstand ist Wolfgang Kuran.
Die Abteilung entstand als Ausbildungsschwerpunkt der Abteilung Elektrotechnik. Ab 1966 wurde von der Abteilung der neue Zweig Hochfrequenz- und Nachrichtentechnik abgespalten, 1973 wurde die Abteilung in Nachrichtentechnik und Elektronik umbenannt. Die Abteilung bot ab 1983 eine Fachschule für Nachrichtentechnik an, aufgrund mangelnder Schülerzahlen wurde diese 1991 wieder aufgelassen. Seit 2006 bietet die Abteilung die Fachschule für Elektronik und Technische Informatik an.

Elektrotechnik

### Elektrotechnik
Die Abteilung Elektrotechnik bietet in der höheren Abteilung die Ausbildungsschwerpunkte Informationstechnik sowie Energietechnik und industrielle Elektronik. Zudem wird die Abendschule Informationstechnik und die Fachschule für Elektrotechnik von der Abteilung betrieben. Abteilungsvorstand ist Andreas Bugl.
Die Abteilung war gemeinsam mit der Abteilung Maschinenbau eine der Gründungsabteilungen der Schule, neben der höheren Abteilung wurde von Beginn an auch die Fachschule geführt. 1966 wurde von der Abteilung der neue Zweig Hochfrequenz- und Nachrichtentechnik abgespalten, aus dem sich die Abteilung Elektronik entwickelte. Die Abendschule Elektrotechnik wurde 1970 gestartet.

Informatik

### Informatik
Die Abteilung Informatik bietet nur eine höhere Abteilung. Abteilungsvorstand ist Wolfgang Raab.
Die Abteilung Elektronische Datenverarbeitung und Organisation wurde 1985 als letzte gegründet. Sie war ursprünglich im Hauptgebäude untergebracht, 1992 übersiedelte sie in die Expositur Linzerstraße. Mit dem Schuljahr 2009 wurde der Lehrplan überarbeitet und die Abteilung in Informatik umbenannt. Mit dem Abschluss des Umbaus im September 2015 übersiedelte die Abteilung zurück in das Hauptgebäude.

Maschinenbau

### Maschinenbau
Die Abteilung Maschinenbau bietet in der höheren Abteilung heute die Ausbildungsschwerpunkte Automatisierungstechnik und Industriedesign. Zudem wird die Abendschule Automatisierungstechnik und die Fachschule für Maschinen- und Fertigungstechnik von der Abteilung betrieben. Abteilungsvorstand ist Rudolf Berger.
Die Abteilung war als Maschinenbau eine der Gründungsabteilungen der Schule, neben der höheren Abteilung wurde von Beginn an auch die Fachschule geführt. Um das Schulangebot zu erweitern, wurde 1961 der Ausbildungsschwerpunkt Landmaschinenbau gestartet, die Abteilung wurde in Höhere Abteilung für Maschinenbau, Motoren- und Landmaschinenbau umbenannt. Diese startete 1965 den ersten Jahrgang der Abendschule für Maschinenbau. Da das Interesse am zehn Jahre zuvor gegründeten Ausbildungszweig Landmaschinenbau schwand, wurde der Ausbildungszweig 1971 in die eigene Abteilung Maschinenbau-Betriebstechnik ausgelagert und der Lehrplan überarbeitet, aus dieser entstand in weiterer Folge die Abteilung Wirtschaftsingenieurwesen. Die verbleibende Abteilung wurde in Maschineningenieurwesen umbenannt, 1988 wurde die Ausbildung der höheren Abteilung und der Abendschule auf Automatisierungstechnik umgestellt. Mit Beginn des Schuljahres 2004 ist zudem der Ausbildungsschwerpunkt Industriedesign im Angebot. Im Anfang des Schuljahres 2011 wurde die Abteilung auf „Maschinenbau“ umbenannt, da einige Lehrpläne verändert wurden.

Wirtschaft

### Wirtschaft
Die Abteilung Wirtschaftsingenieurwesen bietet in der höheren Abteilung heute die Ausbildungsschwerpunkte Logistik und Technisches Management. Abteilungsvorstand ist seit 2017 Andreas Hainzl.
Die Abteilung entstand als Ausbildungsschwerpunkt der Abteilung Maschinenbau. 1961 wurde der Ausbildungsschwerpunkt Landmaschinenbau gestartet, da das Interesse daran schwand, wurde der Ausbildungszweig 1971 in die eigene Abteilung Maschinenbau-Betriebstechnik ausgelagert und der Lehrplan überarbeitet. Diese wurde zunächst auf Betriebstechnik umbenannt, bevor sie 1992 mit Wirtschaftsingenieurwesen ihren heutigen Namen erhielt.

## Lehrkörper und Schulleitung
| Name               | von  | bis   |
| ------------------ | ---- | ----- |
| Alfred Kugelgruber | 1946 | 1972  |
| Mario Blasoni      | 1972 | 1972  |
| Rudolf Riegler     | 1972 | 1990  |
| Günther Kratschmer | 1990 | 1991  |
| Robert Gangl       | 1991 | 2001  |
| Wilhelm König      | 2001 | 2002  |
| Franz Surböck      | 2002 | 2002  |
| Johann Wiedlack    | 2002 | 2017  |
| Martin Pfeffel     | 2017 | heute |

### Schulleitung
In der gesamten Zeit ihres Bestehens hatte die HTL St. Pölten nur vier Schulleiter, die länger als ein Jahr die Leitung innehatten sowie fünf mit kürzeren Dienstzeiten.
Der erste Direktor Alfred Kugelgruber hatte die Schulleitung von den Anfängen 1946 bis zum Jahreswechsel 1971/1972 inne, ihm folgte Mario Blasoni als provisorischer Leiter bis zum August 1972. Vom ersten September 1972 bis Ende Dezember 1990 führte Rudolf Riegler die Schule, er übergab die interimistische Schulleitung an Günther Kratschmer. Im August 1991 übernahm Robert Gangl die Direktion und verblieb dort bis zum Ende des Schuljahres 2001. Danach übernahm vorübergehend Wilhelm König den Posten, bis er im April 2002 von Franz Surböck abgelöst wurde. Dieser bat den Landesschulrat schon kurz danach um Ablöse, von Juli 2002 bis November 2017 führte Johann Wiedlack die Schule. Seit 1. November 2017 ist Martin Pfeffel Direktor der HTL.

Entwicklung der Lehrerzahlen

### Lehrkörper
Der Lehrkörper der HTL St. Pölten ist seit den Anfangszeiten der Schule etwa gedrittelt: je ein Drittel der Lehrer unterrichten theoretisch in technischen Fächern, in allgemeinbildenden Fächern und im praktischen Unterricht in den Werkstätten. Von den ersten acht Lehrern waren drei Werkstättenlehrer, drei technische Lehrer sowie zwei Lehrer in allgemeinbildenden Fächern, 1996 beschäftigte die Schule 48 Werkstättenlehrer, 61 Lehrer in technischen Gegenständen sowie 51 allgemeinbildende Lehrer.
Während die Lehrer in den theoretischen Fächern durchgehend universitär gebildet sind, sind die Werkstättenlehrer meist HTL-Ingenieure oder Meister in den unterrichteten Gegenständen.
Die Lehrerzahlen stiegen etwa proportional mit den Schülerzahlen. Im ersten Unterrichtsjahr unterrichteten acht Lehrer, 1956 waren es schon 53. In den darauffolgenden Jahrzehnten stieg die Anzahl weiter, 1966 unterrichteten 84 Lehrer, 1976, nach dem Umzug in die Waldstraße, 137. In den folgenden Jahren kam es zu einer Stagnation der Lehrerzahl, 1986 betrug sie 162 und änderte sich bis 1996 nur geringfügig auf 161. Seither ist der Lehrerstand wieder gewachsen und betrug im Schuljahr 2009/2010 etwa 190.

## Forschungseinrichtungen
Die HTBLuVA bietet technische Forschungseinrichtungen u. a. verschiedene Labors, sowie auch eine EMV-Halle zur Messung von elektromagnetischer Verträglichkeit, eine Leiterplatten-Herstellung und ein Hochspannungslabor.
Zudem befinden sich auch ein Motorenprüfstand, Zugversuchs-Geräte und mehrere 3D-Drucker an der Anstalt.

## Bekannte Schüler und Lehrer
- Andy Bentza, Rallyecross-Fahrer, besuchte die Schule
- Siegfried Binder, Volksmusiker, besuchte die Schule
- Christoph Dirtl, Rallyefahrer, besuchte die Schule
- Gerhard Floßmann, Historiker und Heimatforscher, unterrichtete von 1968 bis zu seiner Pensionierung als Geschichte- und Geographielehrer an der HTL.
- Josef Fritzl, Täter im Kriminalfall von Amstetten, war Schüler an der HTL.[41]
- Wilhelm Haberzettl, Abgeordneter zum Nationalrat, von 1969 bis 1972 Schüler an der HTL[42]
- Leopold Maderthaner, Abgeordneter zum Nationalrat, besuchte die Schule[43]
- Gerhard W. Mandl, Geologe, besuchte die Schule
- Franz Renz, Chemiker, besuchte die Schule
- Thomas Schellenbacher, Abgeordneter zum Nationalrat und Unternehmer, von 1978 bis 1983 Schüler an der HTL
- Herbert Thumpser, Bürgermeister von Traisen und Abgeordneter zum Bundesrat, von 1975 bis 1981 Schüler an der HTL[44]
- Wilhelm Weinmeier, Abgeordneter zum Nationalrat, von 1969 bis 1974 Schüler an der HTL[45]
- Otmar Weiß, Sportsoziologe, Schüler an der HTL